# Kühlungsborn
 Kühlungsborn város a Németország Mecklenburg-Elő-Pomeránia tartományában. A Balti-tenger mellett fekszik, a Bäderbahn Molli-vasútvonalon elérhető.

## Története

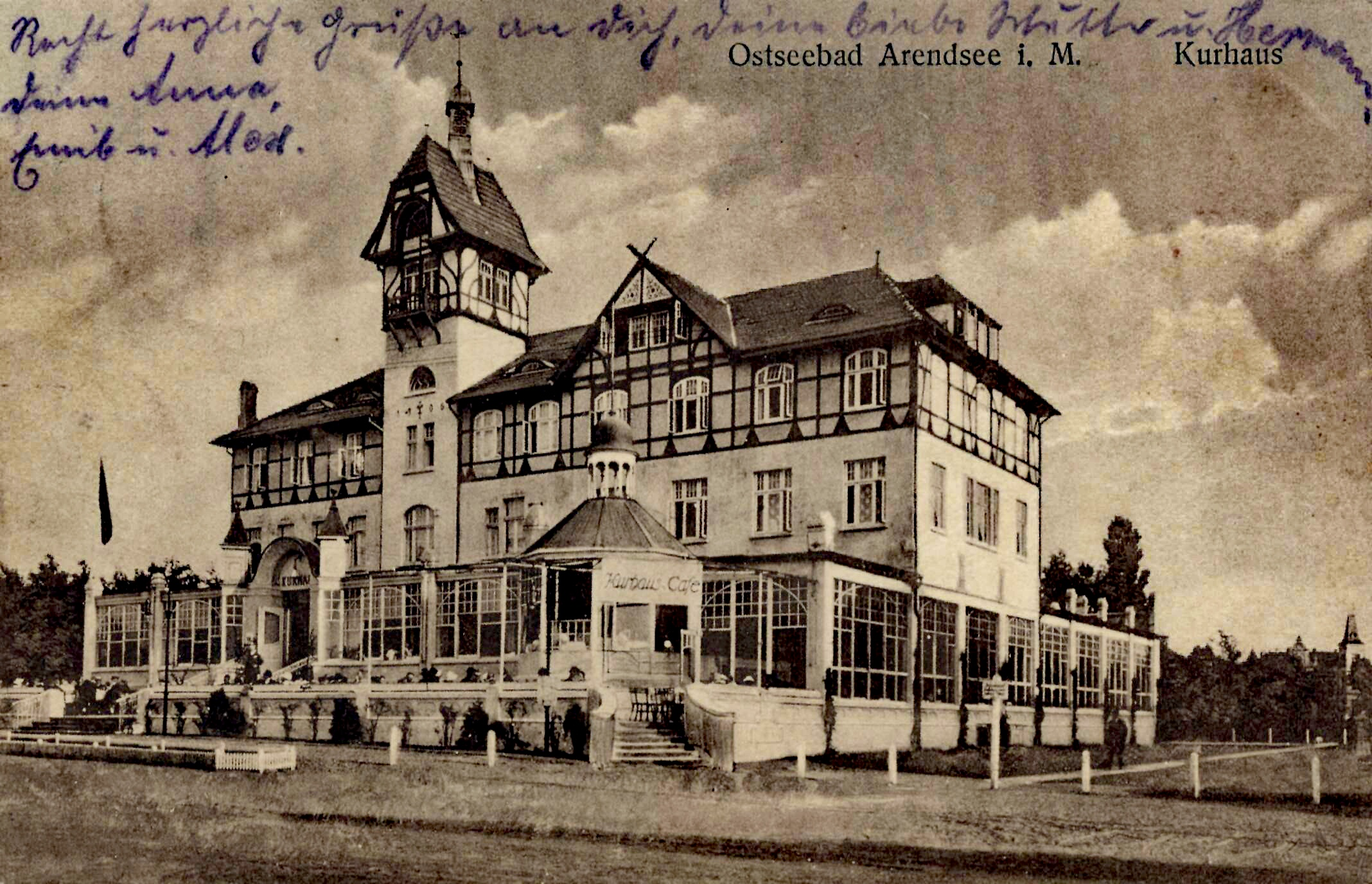
A régi Kurhaus (1994-ben lebontattak)

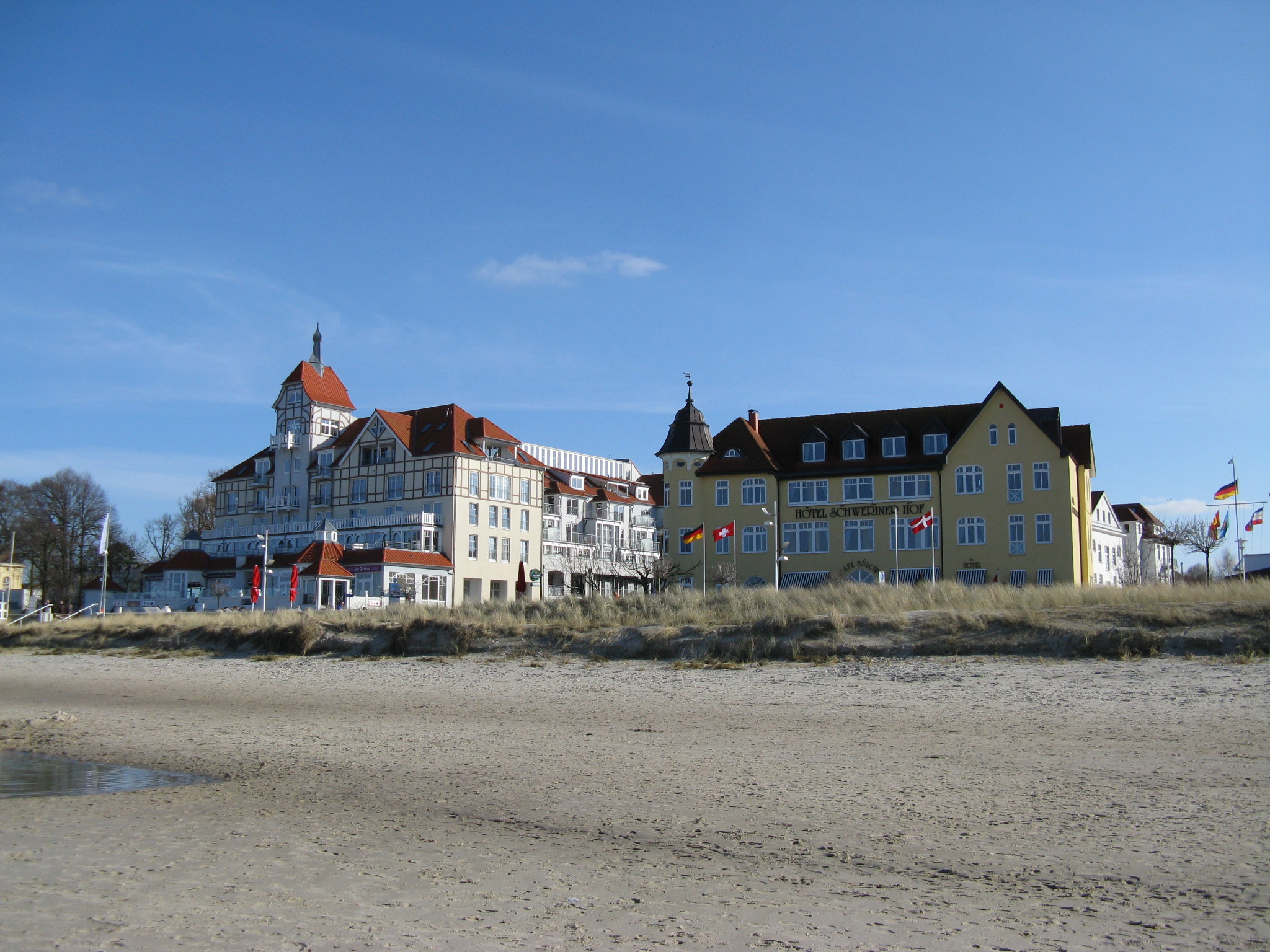
Az új Kurhaus

1937-ben egyesítették Arendseet Brunshaupten és Fulgen falvakat, majd 1938. április 1-jén nyerte el a városi rangot, Kühlungsborn néven.
Fulgen már 1857-ben tengerpart melletti üdülőhely lett.
1909-től 1910-ig a Bäderbahn Molli-vasútvonal Heiligendamm és Arendsee közötti részét építettek.

## Népesség
Kühlungsborn népessége az elmúlt években az alábbi módon változott:

## Galléira

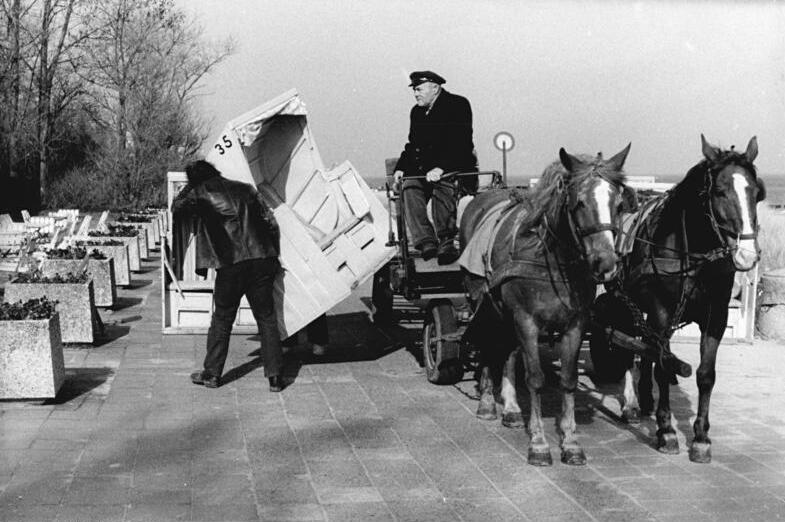
1983: Strandpromenádé
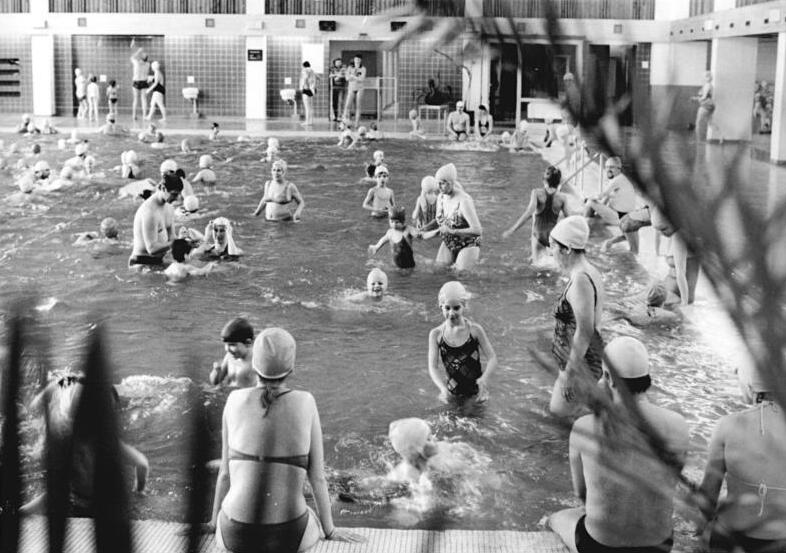
Fedett tengervízi uszoda
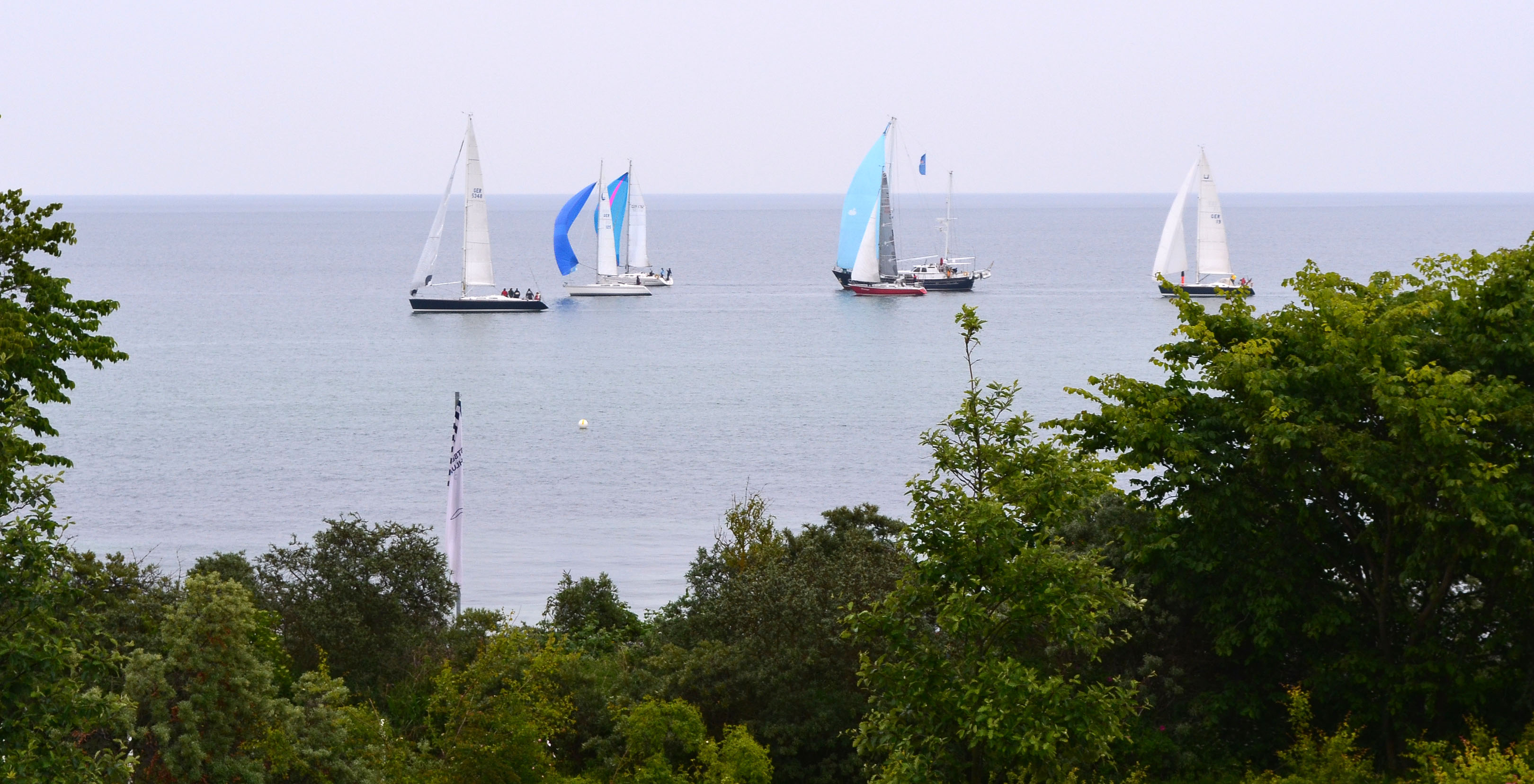
Vitorlák a promenádé előtt
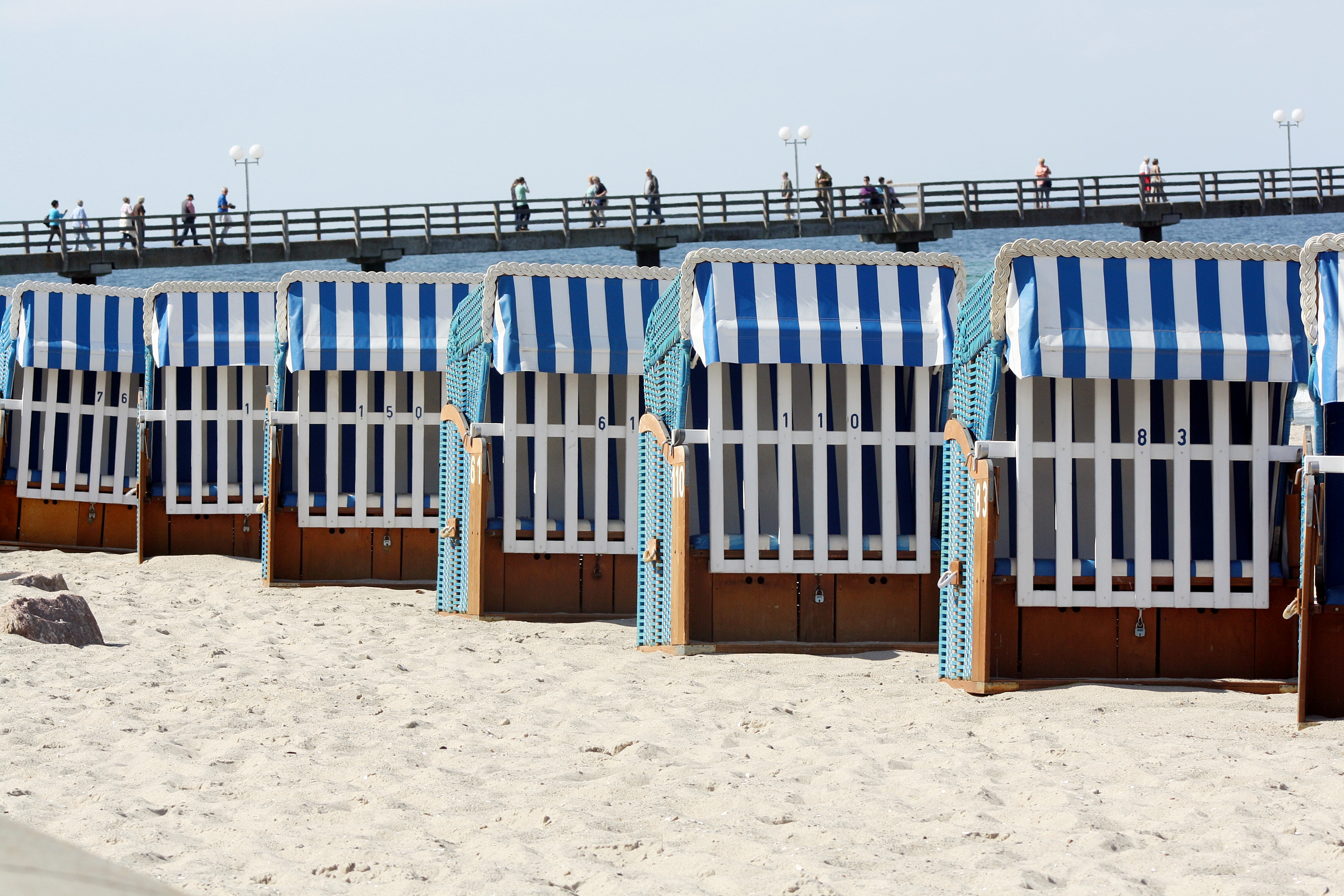
Strandszékek
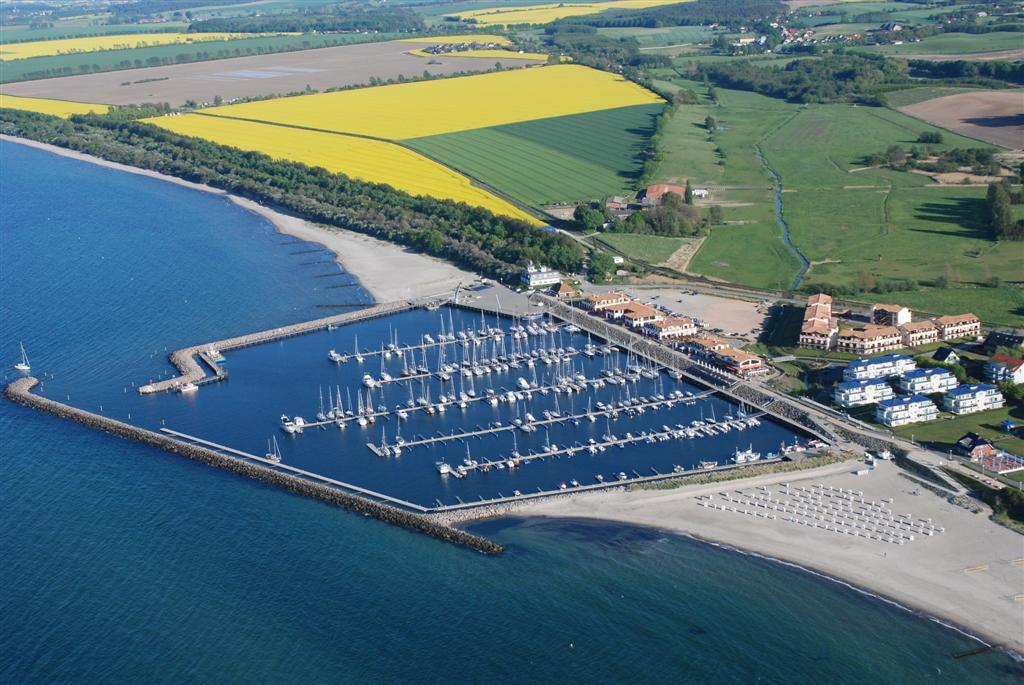
A kikötő
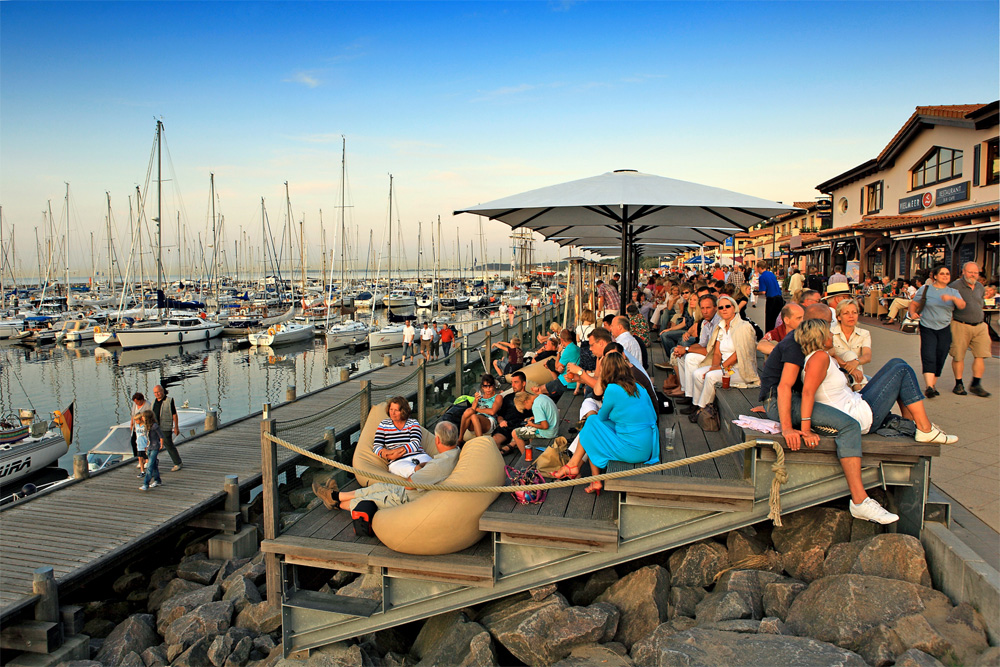
Marina-Party „Vielmeer“
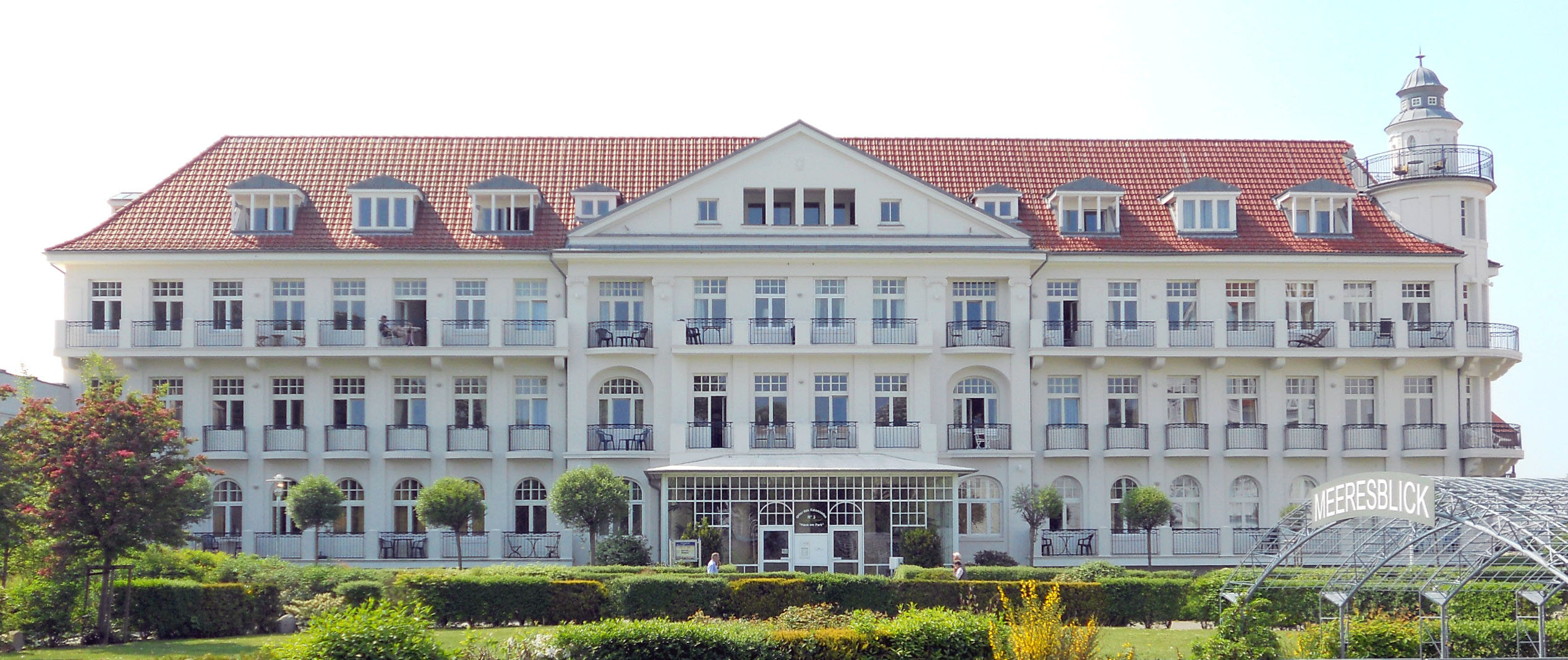
„Haus am Park“ (ház a parknál)
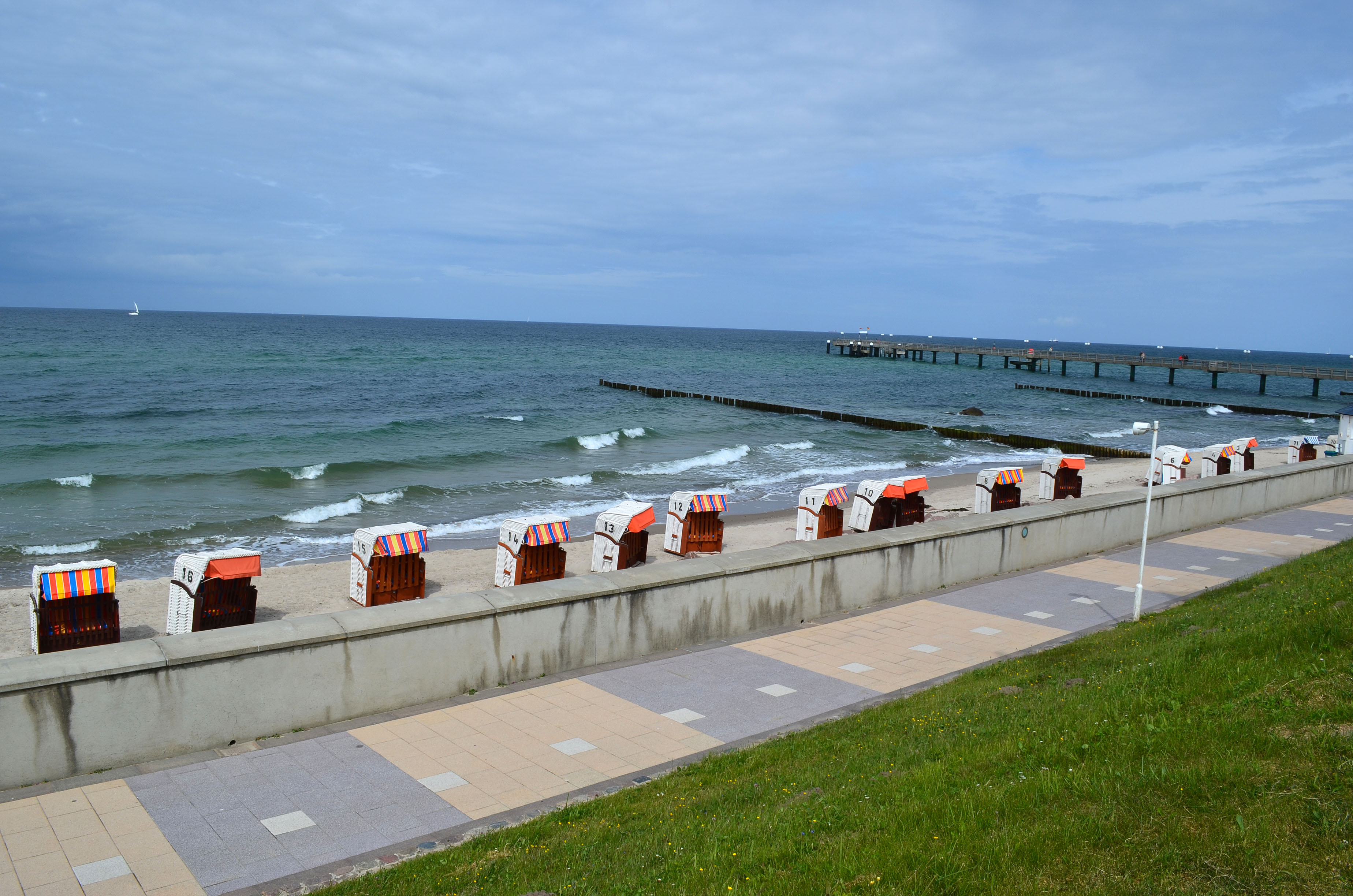
A hat kilométer hosszú strand egy része
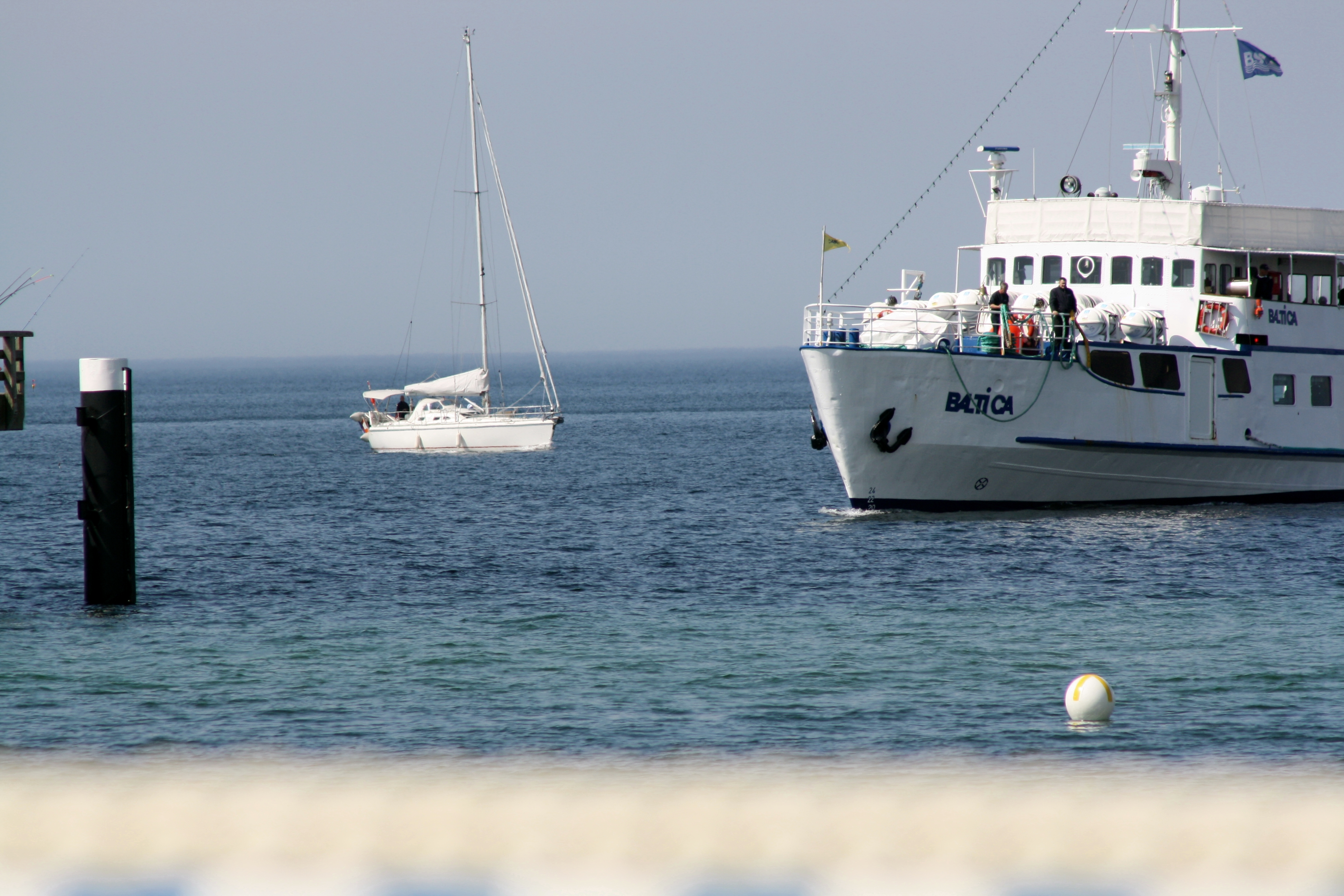
MS Baltica
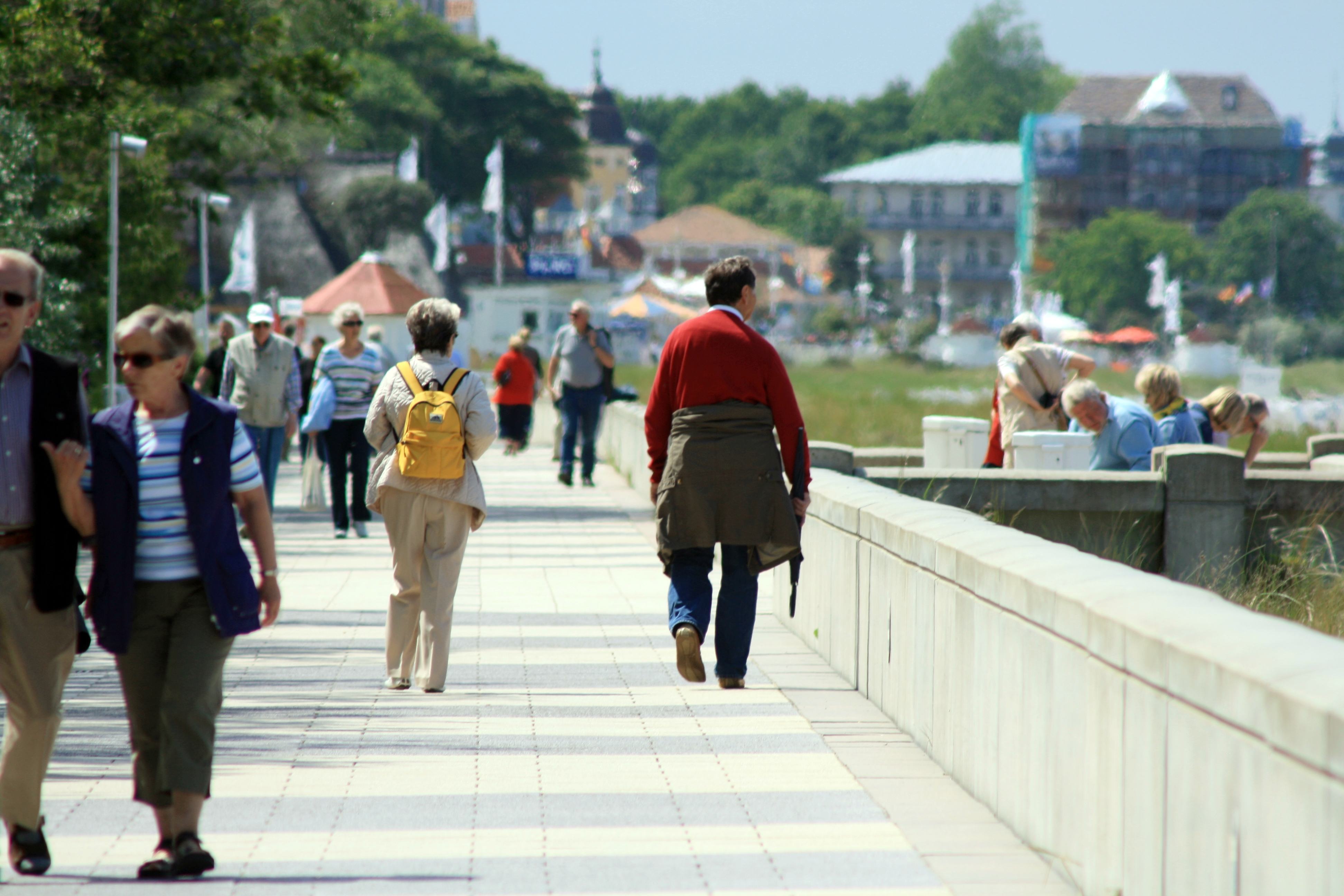
Strandpromenádé
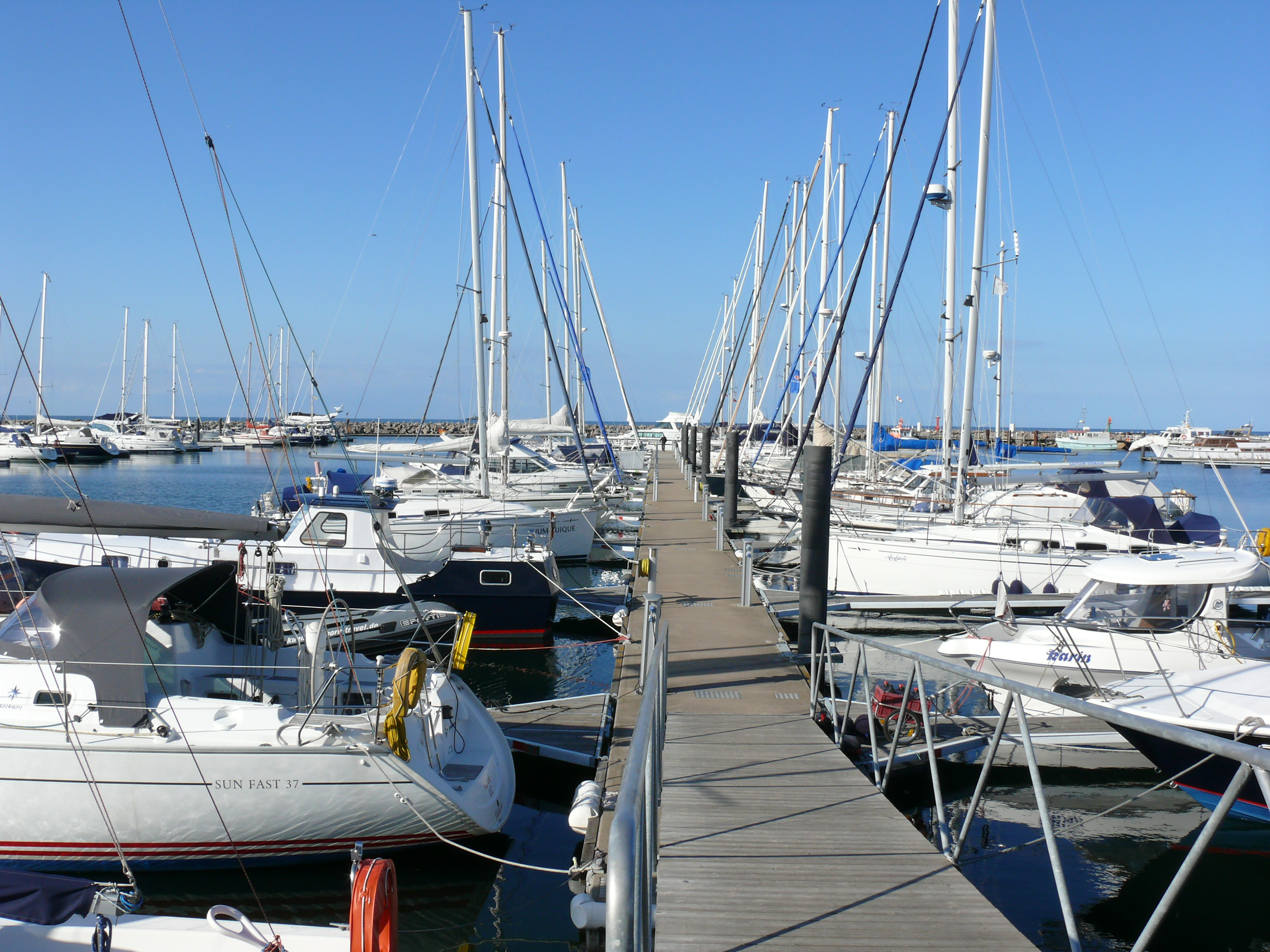
Yachthafen (kikötő)
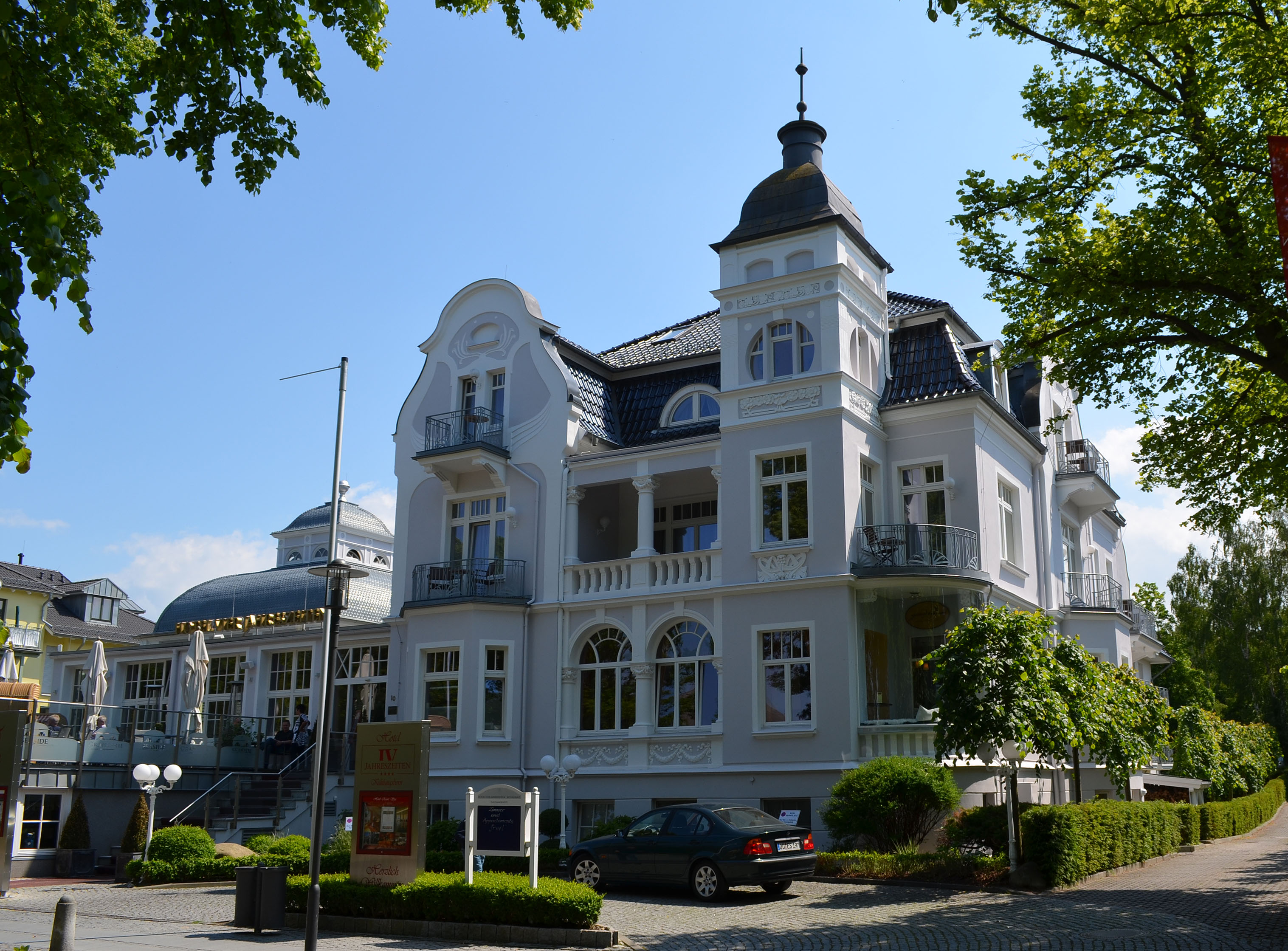
Bäderarchitektur

## Fordítás
- Ez a szócikk részben vagy egészben  a   Kühlungsborn című német Wikipédia-szócikk fordításán alapul.  Az eredeti cikk szerkesztőit annak laptörténete sorolja fel. Ez a jelzés csupán a megfogalmazás eredetét és a szerzői jogokat jelzi, nem szolgál a cikkben szereplő információk forrásmegjelöléseként.